# Тарасово (Рязанский район)
Тарасово — село в Рязанском районе Рязанской области России, входит в состав Искровского сельского поселения. 

## География
Село расположено в 6 км на юго-запад от центра поселения посёлка Искра и в 25 км на юг от Рязани.

## История
Тарасово в качестве сельца упоминается в платежных Рязанских книгах 1628 и 1629 годов, где оно записано за Иваном и Михаилом Петровыми детьми Вердеевского. По окладным книгам 1676 года Тарасово значится селом с церковью Николая Чудотворца. В приходе, состоявшем из села Тарасова и деревни Ялино, было 46 дворов, в числе которых упоминаются двор Михаила Петровича Вердеревского. Каменная Предтеченская церковь с приделами Никольским и Георгиевским построена в 1771 году майором Александром Алексеевичем Вердеревским. 
В XIX — начале XX века село входило в состав Запольской волости Пронского уезда Рязанской губернии. В 1905 году в селе было 47 дворов.
С 1929 года село являлось центром Тарасовского сельсовета Рязанского района Рязанского округа Московской области, с 1937 года — в составе Рязанской области, с 2005 года — в составе Искровского сельского поселения.

## Население
| 1859 | 1906 | 2010 |
| ---- | ---- | ---- |
| 220  | ↗258 | ↘9   |